# Ana María Lynch
Ana María Lynch cuyo verdadero nombre era Ana María Martínez (San Rafael, Mendoza, Argentina, 13 de diciembre de 1918- Beverly Hills, California, Estados Unidos, 25 de enero de 1976) fue una actriz de cine argentina.

## Trayectoria profesional
Considerada una de las actrices más bellas del cine argentino, cuando trabajaba como extra en 1938 en Madreselva conoció a Hugo del Carril con quien inició una relación sentimental que le ayudó a impulsar su carrera actoral. Luego de filmar varias películas viajó con Hugo del Carril a México donde actuó en El puente del castigo (1946) y a Cuba, donde trabajó en Como tú ninguna, del mismo año. De regreso a la Argentina filmó dos películas y luego permaneció unos años alejada de los sets, retornando en 1955 dirigida por del Carril en La Quintrala, filme basado en la vida de la terrateniente chilena Catalina de los Ríos y Lisperguer. Durante la dictadura conocida como Revolución Libertadora se prohibió la actuación de figuras por haber tenido contacto con el justicialismo. Nombres como Enrique Santos Discépolo, Roberto Sciammarella, Mariano Mores, Carlos Acuña, Tita Merello, Lola Membrives, Eduardo Cuitiño, Sabina Olmos, Charlo y Ana María Lynch, otros fueron borrados por decreto. Junto con Hugo del Carril, que luego de estar detenido por orden del dictador Pedro Eugenio Aramburu en el penal de las Heras se radicó en México. A fines del 55, ya en el exilió rompió su relación con del Carril y emigró a Hollywood donde contrajo matrimonio con el director Hall Bartlett y con el nombre de Ana St. Clair intervino en dos filmes dirigidos por su esposo. En 1962 integró la delegación estadounidense que concurrió al Festival Internacional de Cine de Mar del Plata y posteriormente estuvo al frente de una empresa de cosméticos hasta su fallecimiento ocurrido en Beverly Hills, California, Estados Unidos el 25 de enero de 1976.

## Valoración
Su participación más destacada fue en Mi vida por la tuya junto a Mecha Ortiz y Emma Gramatica y en La Quintrala de Hugo del Carril. Según el crítico Claudio España:

"Ana María Lynch y Laura Hidalgo, fueron construidas como imágenes para hacerles mal a los hombres. Sin embargo, no quedaban mal como mujeres para la mentalidad del momento porque había arrepentimiento final: las malas se arrodillaban o entraban en un sillón de ruedas a la iglesia o vivían alguna situación de redención que apaciguaba al espectador, sobre todo a la espectadora que se había deslumbrado con mujeres tan bellas y terribles. En consecuencia, no había peligro de que las señoras trataran de imitarlas, de que cazaran un látigo para pegarle a un cura, ni tampoco de que se mostraran demasiado sensuales con sus hijos como Laura Hidalgo en ese gran melodrama que es Armiño negro...Ella hizo sufrir mucho a Hugo del Carril, que la amó como pocos hombres han amado a una mujer en su vida. La Lynch lo engañó permanentemente: fue amante, por ejemplo, de aquel ministro de Perón, Antonio Benítez, que le produjo La bestia humana y La tierra del fuego se apaga, y viajó con ella a Italia para contratar a Erno Crisa y a Massimo Girotti. Hugo del Carril había conocido a Ana María a comienzos de los ’40 y la tempestuosa relación duró más de quince años. Nunca diría que Alberto Closas estuvo realmente enamorado de Amelia Bence, pero sí que Hugo adoró a la Lynch. Creo que finalmente la gran venganza de él fue dirigirla en La Quintrala: no conozco a otro director que haya hecho con su esposa un retrato femenino tan terrible y perverso como el que hizo Hugo con doña Catalina de los Ríos y Lisperguer... Desde luego, el público no se enteraba de las infidelidades de Ana María Lynch porque en Radiolandia y otros medios salían unos reportajes ingenuos, donde la vida de las estrellas era generalmente de color rosa”

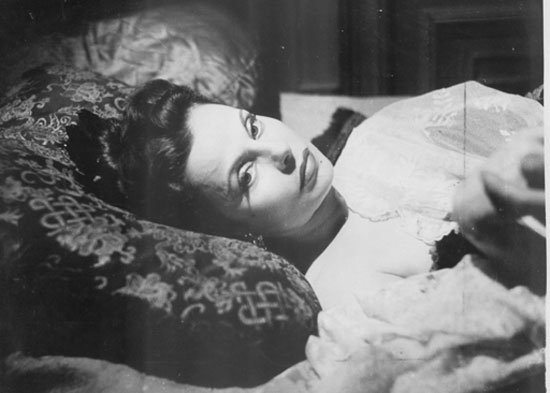
Ana María Lynch en La Quintrala (1955)

## Filmografía
Actor
- Los guardianes (1963) (como Ana St. Clair) .... Ana
- El paso de la muerte (1960) (como Ana St. Clair) .... Maya
- La bestia humana (1957)
- La Tierra del Fuego se apaga (1955)
- La Quintrala (1955) .... Catalina de los Ríos y Lisperguer, La Quintrala
- Mi vida por la tuya (1951) .... Novia de Andrés
- La mujer más honesta del mundo (1947)
- Como tú ninguna (1946)
- El puente del castigo (1946)
- La suerte llama tres veces (1943)
- Amor último modelo (1942)
- En la luz de una estrella (1941)
- Confesión (1940)
- El astro del tango (1940)
- Madreselva (1938)